# John Waters (regista 1946)
John Samuel Waters Jr. (Baltimora, 22 aprile 1946) è un regista, sceneggiatore, scrittore, comico, attore, personaggio televisivo e docente statunitense.
Conosciuto per il suo carattere dissacrante e provocatorio verso i valori tipici americani, è considerato uno dei nomi cardini del cinema indipendente statunitense degli anni settanta. I suoi film, oltraggiosi e blasfemi, esibiscono intenzionalmente scene giudicate trash.

## Biografia
John Samuel Waters nasce a Baltimora nel Maryland in una famiglia cattolica di ceto medio. Figlio di Patricia Ann e John Samuel Waters, un produttore di abbigliamento antinfortunistico, cresce a Lutherville (Maryland) nei sobborghi di Baltimora. Negli anni cinquanta riceve una formazione cattolica in una scuola parrocchiale locale e diventa membro dell'Azione Cattolica Ragazzi. Durante questi anni però coltiva altre passioni e, trovando molto più interessanti gli effetti stupefacenti e creativi di droghe come l'LSD o i libri di Sigmund Freud e William Burroughs, si allontana dall'attività parrocchiale.
Durante gli anni sessanta, mentre è iscritto alla Calvert Hall College High School, prende forma l'interesse di Waters per il cinema. In questo periodo inizia a conoscere i grandi lavori di Fellini, Bergman, William Castle e Russ Meyer. I suoi gusti personali però si scontrano con le tradizionali scelte didattiche dell'istituto e con le regole imposte dai docenti. Infatti le opere che John trova interessanti fanno parte di una lista nera di film giudicati troppo violenti, crudi o erotici per la visione da parte di minorenni.
Negli stessi anni, oltre che con i docenti Waters inizia ad avere contrasti con la visione conservatrice della sua famiglia. Inizia anche, a coltivare un interesse verso il "trash" e il disgusto, un tratto caratteristico che lo influenzerà per tutti gli anni settanta. È affascinato dalla reazione che provoca la visione di immagini disgustose e dal divertimento dopo lo shock iniziale.

### L'incontro con Divine
Durante il periodo adolescenziale conosce un coetaneo del suo quartiere, Harris Glenn Milstead. Milstead è un ragazzo in sovrappeso che ama travestirsi. Questa passione è però in forte contrasto con la cultura in cui vive, e cerca di tenere nascosta la sua natura omosessuale. Milstead però trova in Waters una persona aperta e non contraria a quello che la società giudica "diverso"; gli svela così il suo segreto ed inizia con lui un rapporto di amicizia che li legherà per tutta la vita. Waters con il passare del tempo si affeziona sempre di più al suo amico, che diventerà la sua musa ispiratrice: soprannominato da Waters con il nome di “Divine”, per l'appunto divina ispiratrice, Milstead diventerà conosciuto come la drag queen Divine.
Nel 1965 Waters frequenta l'università di Baltimora e un anno più tardi si trasferisce in un'altra università di New York. L'esperienza nella nuova città però dura poco, scoperto a fumare marijuana viene espulso dall'università e ritorna a Baltimora. Waters decide insieme a Milstead di creare una compagnia cinematografica chiamata Dreamland Production, con la quale inizia a creare le sue prime opere spinto dalla sua grande passione e dalla sua idea del cattivo gusto.

## Carriera

### I primi passi
Insieme a Divine con la sua cinepresa da 8 mm donatagli da sua nonna e dai suoi genitori, Waters inizia a girare con la sua compagnia (Dreamland Production) una serie di corti a basso costo dentro la sua abitazione. Fra questi film vi sono anche Hag in a Black Leather Jacket (1964) e Roman Candles (1966). In questi film partecipano anche Nancy Stoll, rinominata Mink Stole, l'attrice Mary Vivian Pierce e l'attore David Lochary.
I suoi primi film sono frutto di un regista alle prime armi e principalmente una critica alla società giudicata “normale” ed i suoi valori. Hag in a Black Leather Jacket tratta dell'amore interrazziale, mentre Roman Candles è un collage di varie attività sessuali. Passando ad una cinepresa da 16 mm Waters gira Eat Your Makeup dove per la prima volta viene presentato Divine: il film racconta del sadismo di un uomo che costringe delle modelle a sfilare fino alla morte. Waters riesce a ottenere il permesso di proiettare i suoi primi corti nei seminterrati di alcune chiese in città, iniziando così la sua carriera da regista indipendente.
Il suo primo lungometraggio vede protagonista Divine in un freak show chiamato Cavalcade of Perversion; la scena più famosa è quella in cui la protagonista si masturba con un enorme rosario dentro una vera chiesa, tutto all'insaputa del parroco. Il film è girato con il solito cast della Dreamland e affiancato da una nuova attrice, Edith Massey. La reputazione di Waters inizia a farsi nota, in special modo per un incidente durante la produzione di Mondo Trasho nel quale il regista e la sua compagnia sono impegnati nel girare un film con un autostoppista nudo nel campus della Johns Hopkins University. L'evento causò l'arresto dei partecipanti con l'accusa di tentato atto osceno in luogo pubblico.
Gli ambienti cinematografici di Hollywood colta la notizia dell'evento, giudicarono Waters l'unico ad aver mai tentato di vendere delle buffonate come un prodotto cinematografico. Il film viene declassato e considerato di poco valore dalle principali compagnie cinematografiche, come del resto la maggior parte dei film di Waters. Multiple Maniacs viene invece proiettato come film di mezzanotte in 16 città. Il film sarà di buon auspicio per Waters, per la sua scarcerazione e la sua collaborazione con Bob Shaye proprietario della compagnia, New Line Cinema, che darà inizio a una creativa collaborazione di finanziamento e distribuzione.

### Il successo
Due anni dopo Multiple Maniacs (1970) Waters è impegnato nel film simbolo del suo stile Pink Flamingos (1972). Gira il film saltuariamente usando un budget di 10,000 dollari. Pubblicato nel marzo 1972 Pink Flamingos diventa un altro film della mezzanotte molto apprezzato. La trama principale vede Divine che vive in una casa mobile con la madre, il figlio e un'amica, la cui famiglia viene ritenuta dalle persone della città la più ripugnante famiglia del mondo. Ben presto però si troveranno a difendere questo titolo contro un'altra famiglia, la quale gestisce un mercato nero di neonati. Il film è destinato ad essere ricordato per il disgusto che provoca, quando Divine nel personaggio di Babs Johnson, mangia dei veri escrementi di cane. La critica risponde con grande disgusto in tutto il mondo, dando a Waters un “onore” distintivo del suo genere.
Dopo questo grande successo, Waters non è sicuro che un suo successivo film avrebbe retto il confronto con Pink Flamingos, giudicato il miglior film della sua carriera. Decide quindi di approfondire i suoi personali interessi. Uno fra questi è la sua passione per il crimine, in particolare per i famosi criminali americani. Il risultato è Female Trouble (1974) un film che vede il crimine come tema principale, con libere allusioni agli omicidi della famiglia Manson. Nel film, Divine personifica una giovane criminale in fuga, che vivendo fra furti ed espedienti, arriverà prima a subire una violenza sessuale, dalla quale rimarrà incinta, e poi finire la sua corsa sulla sedia elettrica. Waters da un suo personale ricordo dell'albero di Natale gira la scena più famosa del film, in cui Divine uccide i suoi genitori facendo cadere un albero di Natale sopra di loro.
Il successivo lavoro scritto e diretto da Waters è Nuovo punk story (Desperate Living, 1977). Divine sempre più conosciuto e richiesto nel mondo cinematografico e televisivo, dati i suoi obblighi di apparizione, non è disponibile per questo film. L'abituale attrice della Dreamland, Mink Stole, ricopre il ruolo di protagonista, che trasformata abilmente come una moglie di periferia, uccide il proprio marito e comincia un lungo viaggio insieme alla sua domestica. Nuovo punk story è un classico del regista, ma il successivo Polyester (1981), un film per il quale torna a recitare Divine, segna l'inizio di un nuovo e differente stile di Waters. Il film si focalizza su una scadente vita casalinga di un'altra moglie di periferia, nelle mani di un marito rozzo e traditore. Il nuovo lavoro è forse un segno che Waters è diretto verso uno stile più accessibile al pubblico. Polyester è il primo film di Waters nel quale recita per la prima volta un attore ben conosciuto, l'idolo delle teenager degli anni cinquanta Tab Hunter, e diventa il primo film ad essere considerato adatto a qualsiasi età e mandato in prima visione nei cinema.
Per questo film, fra una delle più bizzarre tecniche cinematografiche, il regista si ispira a un personaggio del grande schermo, William Castle. Crea così un biglietto chiamato Odorama da grattare e odorare durante la proiezione del film. Gli odori sono quelli che si sarebbero potuti sentire nelle varie scene del film: molti odori imitavano quelli che si sentono quotidianamente, compreso l'odore delle feci.
Dopo Polyester Waters prende una lunga pausa. In questo periodo scrive un libro sulla sua vita e delle sue collaborazioni intitolato Shock Value; con questo libro torna sui propri passi, riprendendo lo stile dei suoi primi film.
Nonostante il suo scarso successo cinematografico, Waters ha comunque onorato la sua città natale. Il sindaco di Baltimora William Donald Schaefer, nel 1985 dichiara il 7 febbraio giorno onorario per John Waters. 
Il regista ha occasionali esperienze da attore: recita il ruolo di un venditore di auto in una grande commedia di Jonathan Demme, Qualcosa di travolgente (1986), e sempre negli stessi anni viene pubblicata una collezione dei suoi saggi, intitolata Crackpot. Il regista sembra avvicinarsi al grande pubblico. Waters però non perde l'interesse verso il personaggio deviato, escluso e maltrattato dalla società, cioè la fonte da cui nascevano tutti i temi principali delle sue opere.

### Il nuovo stile
Waters trova un interesse personale che non avrebbe offeso il pubblico di Hollywood, e torna sul grande schermo con Grasso è bello (Hairspray, 1988). Scritto nel 1962, parla della dolce storia di Tracy, una ragazza in sovrappeso che tenta di diventare una ballerina nel suo varietà televisivo preferito. Nel film Tracy subisce delle umiliazioni da una sua rivale molto più bella di lei ma alla fine la ragazza riesce a trionfare ed inizia così a promuovere anche una campagna per la tolleranza razziale, diventando una celebrità. Il vecchio cast della Dreamland, compresi Divine e Mink Stole, sono presenti nel film, ma questa volta il ruolo principale è impersonato da una giovane attrice di nome Ricki Lake, Waters inserisce nel cast anche altre celebrità, come la cantante Debbie Harry e Sonny Bono come personaggio secondario.
Con un budget notevole e insolito per un film di Waters, oltre 2 milioni di dollari, ma comunque un film poco costoso per la casa di produzione, la New Line Cinema, Grasso è bello è un successo sia per la critica sia per il regista. 
400.000 dollari di budget e oltre mezzo anno vengono spesi da Waters per acquisire l'autorizzazione a utilizzare nel film, i pezzi musicali da lui desiderati, eppure, il regista rimane quasi imbarazzato di avere così tanto successo. Purtroppo, nel 7 marzo del 1988 poche settimane dopo la premiazione del film, Divine, che si preparava ad apparire nella principale sitcom della Fox Sposati... con figli (Married with Children, 1987-1997) ha un infarto fatale. La fine dell'originario stile di Waters corrisponde in modo simbolico con la morte della sua più vecchia e cara amica, e musa ispiratrice.
Negli anni novanta Waters è ancora ai vertici del successo. Si impegna per breve tempo in un film affiancato da un altro artista provocatorio, Johnny Depp, in un film prodotto da Ron Howard-Brian Grazer Cry Baby (1990). Il film si ispira alle opere prodotte nel 1950 alle quali il regista era molto affezionato. Il film è un omaggio al periodo di ribellione del rockabilly ed i capelli laccati all'indietro.
Waters nonostante lavori in uno studio cinematografico, si fa sfuggire molte occasioni, sbagliando alcune scelte di casting, tra cui l'icona del punk Iggy Pop. Anche se con qualche svista, trova dei ruoli secondari per la regina del porno teenager Traci Lords, e Patricia Hearst la nipote del gigante editoriale William Randolph Hearst e molti altri personaggi famosi. 
Cry Baby è un'ambizione che però Waters non riesce a vendere, ma come molti altri film, ha successo solamente molto tempo dopo.
Waters per aver concesso il ruolo in Cry Baby a Jonny Depp, successivamente appare nella serie tv della Fox 21 Jump Street (1987-1991) dove Jonny Depp è protagonista. Il regista rimane fermo per altri pochi anni prima di riprendere la carriera cinematografica.
Con il film La signora ammazzatutti (Serial Mom) girato nel 1994 riprende la satira tipica del suo stile, e le storie di periferia. Il regista con questo film ripropone un ruolo che ritiene perfetto per la sua star, Kathleen Turner che con la sua voce rauca interpreta una dolce moglie e madre di periferia che sfoga la sua rabbia con numerosi omicidi. Waters naturalmente trova un ruolo anche per Mink Stole e Patty Hearst. Il film non ha successo, né per la critica né per il guadagno, nonostante il film sia stato prodotto con un budget di 13 milioni.
Raggiunti i 50 anni di età Waters lavora meno di frequente, interpretando occasionalmente qualche ruolo. Nel febbraio del 1997 Waters appare in un episodio della serie animata della Fox I Simpson (The Simpsons, 1989- ), un anno più tardi compare nella sitcom della NBC Frasier (1993-2004). Torna a lavorare nel cinema con il film Pecker (1998) che diventa il suo nuovo progetto dopo La signora ammazzatutti. Il film abbraccia l'idea che l'eccentricità degli argomenti trattati da Waters, possono ora dare rilevanza al film piuttosto che metterlo in ombra.
Il film ottiene reazioni contrastanti, nonostante Pecker racconti la vita di un fotografo adolescente, che si ritrova a lasciare la sua vita di Baltimora per rincorrere il mondo della moda di New York. Una trama semplice se confrontata con gli standard di Waters, e sicuramente non incentrata sul disgusto.

### Il ritorno alle origini
Nel nuovo decennio, Waters fa un passo indietro nel suo stile con il film A morte Hollywood (Cecil B. Demented, 2000). Anche se il film non è così divertente e scioccante come i precedenti lavori, Demented è frutto di un grande impegno da parte del regista. Nel film un gruppo di registi reazionario, capitanato da un direttore molto deciso, costringe una famosa attrice di Hollywood a recitare nei loro film di serie b. La donna anche se inizialmente costretta, passa ben presto dalla parte dei suoi rapitori. Il film fondeva il percorso della carriera di Waters con la storia di Patty Hearst. Questa volta, Waters andando oltre gli schemi ha trovato l'argomento con cui fare satira, senza disgustare il pubblico cinematografico.
Nel 2002 Grasso è bello è riadattato dal grande compositore Marc Shaiman. Lo spettacolo è un grande successo e ottenne numerosi Tony Awards nel 2003.
Ma ciò nonostante Waters non abbandona il suo stile provocatorio in favore della popolarità. Il film Demented porta la volgarità di nuovo in prima linea negli interessi del regista, e nel 2004 il nuovo film A Dirty Shame conferma l'interesse del regista per il tema della volgarità. Il film è un altro esempio del risveglio di una periferia repressa. Waters sceglie l'attrice comica Tracey Ullman, per il ruolo di una moglie dipendente dal sesso che finisce per entrare dentro una setta locale.
Il film non risparmia la visione di escrementi e fluidi, guadagnandosi così il divieto ai minori di 17 anni. Il film non ha molto successo, e conferma l'interesse di Waters verso la volgarità, la trasgressione e la controtendenza ai valori tradizionali.
Due decenni dopo la prima pubblicazione di Grasso è bello la New Line produce la seconda versione del film (Hairspray - Grasso è bello) nel 2007, basato sull'adattamento musicale del film originale, dove John Travolta prende il ruolo di Edna Turnblad originariamente interpretato da Divine.

## Altre attività
Waters è docente di "Cinema e sottoculture" alla European Graduate School. Ha partecipato nel ruolo di paparazzo nel quinto capitolo della saga de La bambola assassina, Il figlio di Chucky. È comparso anche come ospite speciale in Jackass Number Two. Nel 2007 ha prodotto la serie televisiva Finché morte non ci separi. Ha prestato la voce al personaggio di John nell'ottava stagione de I Simpson, nell'episodio La fobia di Homer, come guest star. Appare in un cortometraggio in cui fuma sigarette come provocazione verso la campagna antifumo. Questo mini spot fu girato dal regista per il Nuart Theatre (a Landmark Theater) West Los Angeles, California, come apprezzamento per il cinema che mostrò Pink Flamingos per molti anni. Il corto viene mostrato un attimo prima dei suoi film e per introdurre il film di mezzanotte The Rocky Horror Picture Show.
Waters appare nel ruolo di un ministro in Blood Feast 2: All You Can Eat diretto da uno dei suoi idoli, Herschell Gordon Lewis; il film è il seguito di uno dei film preferiti dal regista. È anche un grande sostenitore dei diritti della popolazione omosessuale e del gay pride.
Nel 2024, sempre come guest star, presta la voce al personaggio di Rolando nella seconda stagione di Helluva Boss, nell'episodio Ghostfuckers.

### Arti figurative
Sin dai primi anni novanta Waters ha realizzato opere basate sulle fotografie e installazioni che sono state esposte a livello internazionale in gallerie e musei.
Waters è rappresentato dalla C. Grimaldis Gallery di Baltimora dal 2002/ e dalla Marianne Boesky Gallery di New York dal 2006.
Nel 2004 il New Museum of Contemporary Art di New York ha presentato una retrospettiva delle sue opere curata da Marvin Heiferman e Lisa Phillips.
Waters ha presentato la mostra Rear Projection alla Marianne Boesky Gallery di New York e alla Gagosian Gallery di Los Angeles (aprile-maggio 2009).
Successivamente ha presentato John Waters: Indecent Exposure al Baltimore Museum of Art (7 ottobre 2018-6 gennaio 2019) e al Wexner Center for the Arts di Columbus (2 febbraio-28 aprile 2019).
Le opere di Waters sono spesso comiche, come Rush (2009), una grandissima bottiglia rovesciata di popper (nitriti alchilici), e Hardy Har (2006), una fotografia di fiori che spruzza acqua a chiunque attraversi una linea fissata con nastro adesivo sul pavimento. Waters ha caratterizzato la sua arte come concettuale: «La questione non è il mestiere. Lo è l'idea. E la presentazione».
Nel novembre 2020 Waters ha donato 372 opere dalla sua collezione personale, anche di 125 artisti, tra cui Andy Warhol, Roy Lichtenstein, Cy Twombly, Cindy Sherman, al Baltimore Museum of Art. In riconoscimento della donazione il museo gli ha intitolato una rotonda ma Waters ha anche insistito che il museo gli intitolasse una toilette unisex.
La prima mostra è stata inaugurata il 20 novembre 2022, con il titolo Coming Attractions: The John Waters Collection.
Waters, che fa parte del consiglio di amministrazione del Baltimore Museum of Art, ha dichiarato che il museo acquisirà tutte le sue opere dopo la sua morte.

## Filmografia

### Regista

#### Cortometraggi
- Hag in a Black Leather Jacket (1964)
- Roman Candles (1966)
- Eat Your Makeup (1968)
- The Diane Linkletter Story (1969)

#### Lungometraggi
- Mondo Trasho (1969)
- Multiple Maniacs (1970)
- Pink Flamingos (1972)
- Female Trouble (1974)
- Nuovo punk story (Desperate Living) (1977)
- Polyester (1981)
- Grasso è bello (Hairspray) (1988)
- Cry Baby (Cry-Baby) (1990)
- La signora ammazzatutti (Serial Mom) (1994)
- Pecker (1998)
- A morte Hollywood (Cecil B. Demented) (2000)
- A Dirty Shame (2004)
- Liarmouth (2024)

### Attore

#### Cinema
- Qualcosa di travolgente (Something Wild), regia di Jonathan Demme (1986)
- Grasso è bello (Hairspray), regia di John Waters (1988)
- Homer & Eddie (Homer and Eddie), regia di Andrej Končalovskij (1989)
- Welcome to Hollywood, regia di Tony Markes e Adam Rifkin (1998)
- Accordi e disaccordi (Sweet and Lowdown), regia di Woody Allen (1999)
- Blood Feast 2, regia di Herschell Gordon Lewis (2002)
- Il figlio di Chucky (Seed of Chucky), regia di Don Mancini (2004)
- Each Time I Kill, regia di Doris Wishman (2007)
- Mangus!, regia di Ash Christian (2011)
- Excision, regia di Richard Bates, Jr. (2012)
- Suburban Gothic, regia di Richard Bates, Jr. (2014)
- Alvin Superstar - Nessuno ci può fermare (Alvin and the Chipmunks: The Road Chip), regia di Walt Becker (2015)
- Mugworth, regia di Marc Fernandez (2018)

#### Televisione
- Feud – serie TV, episodio 1x06 (2017)
- Law & Order - Unità vittime speciali (Law & Order: Special Victims Unit) – serie TV, episodi 21x17-22x05 (2020-2021)
- Chucky – serie TV, episodio 3x08 (2021-2024)

### Doppiatore
- I Simpson – serie TV, episodio 8x15 (1997)

- Helluva Boss – webserie (2020-in corso)

## Doppiatori italiani
Nelle versioni in italiano delle opere in cui ha recitato, John Waters è stato doppiato da:
- Oliviero Dinelli in Finché morte non ci separi, La fantastica signora Maisel
- Ambrogio Colombo ne Il figlio di Chucky

Da doppiatore è stato sostituito da:
- Gerolamo Alchieri ne I Simpson

## Riconoscimenti
- Provincetown International Film Festival
  - 1999 – Filmmaker on the Edge Award
- Fargo Film Festival
  - 2015 – Ted M. Larson Award
- Locarno Film Festival
  - 2019 – Pardo d'onore